# Cerapachys lividus
Cerapachys lividus é uma espécie de formiga do gênero Cerapachys.